# 麥克唐納內閣

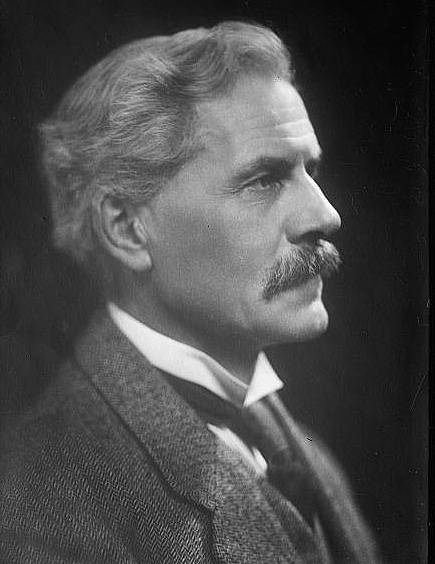
拉姆齊·麥克唐納閣下
英國首相

## 麥克唐納內閣

### 第一次麥克唐納內閣 （1924年1月—1924年11月）
- 拉姆齊·麥克唐納：英國首相、外交大臣及下議院領袖
- 哈爾登勳爵（Lord Haldane）：大法官及聯合上議院領袖
- 帕穆爾勳爵（Lord Parmoor）：樞密院議長及聯合上議院領袖
- 約翰·羅伯特·克萊因斯（John Robert Clynes）：掌璽大臣及下議院副領袖
- 菲利浦·斯諾登（Philip Snowden）：財政大臣
- 亞瑟·亨德森：內政大臣
- 詹姆士·亨利·托馬斯（James Henry Thomas）：殖民地事務大臣
- 斯蒂芬·沃爾什（Stephen Walsh）：陸軍大臣
- 悉尼·奧立佛爵士（Sir Sydney Olivier）：印度事務大臣
- 威廉·亞當森（William Adamson）：蘇格蘭事務大臣
- 湯姆生勳爵（Lord Thomson）：空軍大臣
- 切爾姆斯福德勳爵（Lord Chelmsford）：第一海軍大臣
- 約書亞·威基伍德（Josiah Wedgwood）：蘭卡斯特公爵領地總裁
- 悉尼·韋伯：貿易委員會主席
- 諾埃爾·巴克斯頓（Noel Buxton）：農業部長
- 查爾斯·脫利衛連（Charles Trevelyan）：教育委員會主席
- 維農·哈茨霍恩（Vernon Hartshorn）：郵政總局局長
- 腓特烈·威廉·喬厄特（Frederick William Jowett）：第一工務專員
- 托馬斯·蕭（Thomas Shaw）：撫恤金大臣
- 約翰·惠特利（John Wheatley）：衛生大臣

### 第二次麥克唐納內閣 （1929年6月—1931年8月）
- 拉姆齊·麥克唐納：英國首相及下議院領袖
- 桑基勳爵（Lord Sankey）：大法官
- 帕穆爾勳爵：樞密院議長及上議院領袖
- 詹姆士·亨利·托馬斯：掌璽大臣
- 菲利浦·斯諾登：財政大臣
- 約翰·羅伯特·克萊因斯：內務大臣
- 亞瑟·亨德森：外務大臣
- 帕斯菲爾德勳爵（即悉尼·韋伯）：殖民地大臣及自治領大臣
- 托馬斯·蕭：陸軍大臣
- 威廉·威基伍德·貝恩（William Wedgwood Benn）：印度事務大臣
- 湯姆生勳爵：空軍大臣
- 威廉·亞當森：蘇格蘭大臣
- A·V·亞歷山大（A. V. Alexander）：第一海軍大臣
- 威廉·葛蘭姆（William Graham）：貿易委員會主席
- 查爾斯·脫利衛連爵士（Sir Charles Trevelyan，即查爾斯·脫利衛連）：教育委員會主席
- 諾埃爾·巴克斯頓：農業部長
- 瑪格麗特·邦德菲爾德：勞工部長
- 亞瑟·格林伍德（Arthur Greenwood）：衛生部長
- 喬治·蘭斯伯里（George Lansbury）：第一工務專員

#### 變動
- 1930年6月：約翰·羅伯特·克萊因斯接替帕斯菲爾德勳爵任自治領大臣，帕斯菲爾德留任殖民地大臣。維農·哈茨霍恩接替詹姆士·亨利·托馬斯為掌璽大臣。克里斯多夫·艾迪生（Christopher Addison）入閣取代諾埃爾·巴克斯頓為農業部長。
- 1930年10月：阿姆爾雷勳爵（Lord Amulree）接替湯姆生勳爵任空軍大臣。
- 1931年3月：哈斯丁斯·里斯-史密斯（Hastings Lees-Smith）接替脫利衛連爵士任教育委員會主席；赫伯特·莫里森（Herbert Morrison）以運輸部長身份入閣；而托馬斯·約翰斯頓（Thomas Johnston）取代哈茨霍恩任掌璽大臣。

### 第一次聯合內閣 （1931年8月—1931年11月）
- 拉姆齊·麥克唐納：英國首相及下議院領袖
- 桑基勳爵：大法官*
- 斯坦利·鮑德溫：樞密院議長**
- 菲利浦·斯諾登：財政大臣*
- 赫伯特·塞繆爾爵士（Sir Herbert Samuel）：內務大臣***
- 雷丁勳爵（Lord Reading）：外務大臣及上議院領袖***
- 塞繆爾·霍爾爵士（Sir Samuel Hoare）：印度事務大臣**
- 詹姆士·亨利·托馬斯：自治領大臣及殖民地大臣*
- 菲力浦·坎利夫-李斯德爵士（Sir Philip Cunliffe-Lister）：貿易委員會主席**
- 內維爾·張伯倫：衛生部長**

### 第二次聯合內閣 （1931年11月—1935年5月）
- 拉姆齊·麥克唐納：英國首相及下議院領袖
- 桑基勳爵：大法官*
- 斯坦利·鮑德溫：樞密院議長**
- 斯諾登勳爵（Lord Snowden，即菲利浦·斯諾登）：掌璽大臣*
- 內維爾·張伯倫：財政大臣**
- 赫伯特·塞繆爾爵士：內務大臣***
- 約翰·西蒙爵士：外務大臣****
- 菲力浦·坎利夫-李斯德爵士：殖民地大臣**
- 詹姆士·亨利·托馬斯：自治領大臣*
- 海爾什勳爵（Lord Hailsham）：陸軍大臣及上議院領袖**
- 塞繆爾·霍爾爵士：印度事務大臣**
- 倫敦德里勳爵（Lord Londonderry）：空軍大臣**
- 阿奇博爾德·辛克萊爵士（Sir Archibald Sinclair）：蘇格蘭大臣***
- 博爾頓·艾利斯-蒙塞爾爵士（Sir Bolton Eyres-Monsell）：第一海軍大臣**
- 華特·朗西曼（Walter Runciman）：貿易委員會主席****
- 約翰·吉爾摩爵士（Sir John Gilmour）：農業部長**
- 唐納德·麥克萊恩爵士（Sir Donald Maclean）：教育委員會主席***
- 亨利·貝特頓爵士（Sir Henry Betterton）：勞工部長**
- 愛德華·希爾頓-楊爵士（Sir Edward Hilton-Young）：衛生部長**
- 威廉·奧姆斯比-戈爾：（William Ormsby-Gore）：第一工務專員**

#### 變動
- 1932年9月：斯坦利·鮑德溫接替斯諾登勳爵任掌璽大臣。約翰·吉爾摩爵士接替赫伯特·塞繆爾爵士任內務大臣。戈弗雷·柯林斯爵士****（Sir Godfrey Collins）入閣接替阿奇博爾德·辛克萊爵士任蘇格蘭大臣。沃爾特·艾略特**（Walter Elliot）入閣接替約翰·吉爾摩爵士任農業部長。厄文勳爵**入閣接替唐納德·麥克萊恩爵士任教育委員會主席。
- 1933年12月：斯坦利·鮑德溫停任掌璽大臣，但留任樞密院議長，繼任掌璽大臣不在內閣行走。金斯利·伍德**以郵政總局局長身份入閣。
- 1934年6月：奧利弗·斯坦利**（Oliver Stanley）入閣取代亨利·貝特頓爵士為勞工部長。